# Верстато-місяць у бурінні
Верстато-місяць у бурінні, Машино-місяць у бурінні (рос. Станко-месяц в бурении; англ. Machine-months in Drilling; нім. Anlagenmonat im Bohren) — умовний показник, який характеризує календарний час будівництва свердловини.
Один Машино-місяць у бурінні умовно дорівнює 720 год або 30 дням.
Розраховують цей показник по всьому циклу будівництва свердловини або по окремих етапах (вежобудування, буріння, випробування) та категоріях витрат часу.